# 阿洛滕内站
阿洛滕内站是里加-陶格夫匹尔斯铁路线上的一个火车站，车站建于1930年，车站的设施含一个站台和两条股道。